# 復活節日期爭論
復活節日期爭論，是發生在早期基督教各地教會之間的一場爭論。東方的小亞細亞教會，持守使徒的傳承，在猶太曆正月（尼散月）十四日逾越節紀念主耶穌的受難，而以羅馬教會為代表的西方教會，則於其後的星期日紀念復活節。最後在325年第一次尼西亞會議決定以西方教會為准。這場爭論導致羅馬教會得勢成為教中權威，而繼承使徒正統，一向居基督教中心地位的東方教會則走向衰落。

## 爭論經過
這場爭論主要問題在是否按照猶太律法的規定，在逾越節紀念主耶穌復活。
小亞細亞的東方教會遵守使徒約翰留下的傳統，在尼散月十四日，也就是逾越節當日守聖餐，紀念主耶穌的受難和復活，不論這日是在一周中的哪一日。他們被稱為「守十四日派」（Quartodecimanism）。這樣既是因為耶穌是在與門徒守逾越節筵席當晚被捉拿，也是要表明逾越節的羊羔是耶穌為世人贖罪的預表。（哥林多前書5:7）羅馬教會則以耶穌在星期日復活為由，於逾越節後的星期日紀念主耶穌的復活。
約在154年左右，士每拿教會主教，亦是使徒約翰的門徒坡旅甲，往羅馬與羅馬主教安尼克托會面。兩人討論東西方教會復活節日期不同的問題，互相說服不了對方，但仍然彼此尊重。
可是到了190年代，復活節日期問題演變為大爭論，幾乎分裂教會。羅馬主教維克托要求所有教會都在星期日紀念復活節，東方教會拒絕遵行，於是維克托要將這些「守十四日派」開除教籍。坡旅甲的學生高盧主教愛任紐等其他主教紛紛駁斥維克托，才阻止了教會分裂。

## 325年尼西亞會議
亞歷山大教會認為復活節應該在春分之後，但是猶太曆法的逾越節有時在春分之前，故此不用猶太曆法而自行定出復活節日期。君士坦丁大帝在325年召開的尼西亞會議，決定了復活節不用猶太曆法定出日期，以及所有教會都須在同一日過復活節。這個決定顯出了羅馬教會取代了持守使徒正統的小亞細亞教會，在教內取得主導權威。另一方面，逾越節和復活節之間的關係也被割裂，取而代之的是以春分定出復活節的傳統。